# 나이지리아 항공 2120편 추락 사고
나이지리아 항공 2120편 추락 사고는 1991년 일어난 항공 사고이다. 나이지리아 항공 2120편 (DC-8-61) 은 1991년 7월 11일 사우디아라비아의 메카에 위치한 킹 압둘아지즈 국제공항에서 이륙 후 추락했다.

## 같이 보기
- 항공 안전